# 1625
| [ Edytuj tabelę ]              | |
| Król Polski                    | - 1587 Zygmunt III Waza 1632 |
| Współksiążęta Andory           | - 1622 Luís Díes de Aux de Armendáriz 1627 - 1610 Ludwik XIII 1643                                                                                  |
| Król Anglii i Szkocji          | - 1603 Jakub I 1625 - 1625 Karol I 1649 |
| Elektor Bawarii                | - 1623 Maksymilian I Bawarski 1651 |
| Elektor Brandenburgii          | - 1619 Jerzy Wilhelm 1640 |
| Sułtan Brunei                  | - 1619 Abdul Jailul Akhbar 1649 - 1625 Muhammad Ali 1660                                                                                            |
| Cesarz Chin                    | - 1620 Tianqi 1627 |
| Król Czech                     | - 1620 Ferdynand II Habsburg 1637 |
| Król Danii                     | - 1588 Chrystian IV 1648 |
| Dalajlama                      | - 1617 Lobsang Gjaco 1682 |
| Cesarz Etiopii                 | - 1606 Susnyjos I 1632 |
| Król Francji                   | - 1610 Ludwik XIII 1643 |
| Król Gruzji                    | - 1614 Tejmuraz I 1632 |
| Król Hiszpanii                 | - 1621 Filip IV 1665 |
| Landgraf Hesji-Kassel          | - 1592 Maurycy Uczony 1627 |
| Stadhouder Holandii            | - 1584 Maurycy Orański 1625 - 1625 Fryderyk Henryk Orański 1647                                                                                     |
| Szach Iranu                    | - 1587 Abbas I Wielki 1629 |
| Państwo Wielkich Mogołów       | - 1605 Dżahangir 1627 |
| Król Irlandii                  | - 1603 Jakub I Stuart 1625 - 1625 Karol I Stuart 1649                                                                                               |
| Cesarz Japonii                 | - 1611 Go-Mizunoo 1629 |
| Kalif                          | - 1623 Murad IV 1640 |
| Patriarcha Konstantynopola     | - 1623 Cyryl Lukaris 1633 |
| Władca Korei                   | - 1623 Injo 1649 |
| Książę Kurlandii i Semigalii   | - 1587 Fryderyk Kettler 1642 |
| Książę Liechtensteinu          | - 1608 Karol I 1627 |
| Książę Monako                  | - 1612 Honoriusz II 1662 |
| Król Nawarry                   | - 1610 Ludwik XIII 1643 |
| Król Norwegii                  | - 1588 Chrystian IV 1648 |
| Sułtan Omanu                   | - 1624 Nasir ibn Murszid 1649 |
| Elektor Palatynatu             | - 1623 Maksymilian I Bawarski 1648 |
| Papież                         | - 1623 Urban VIII 1644 |
| Książę Parmy i Piacenzy        | - 1622 Edward I 1646 |
| Król Portugalii                | - 1621 Filip III 1640 |
| Książę w Prusach               | - 1620 Jerzy Wilhelm 1640 |
| Car Rosji                      | - 1613 Michał I 1645 |
| Cesarz Rzymski (niemiecki)     | - 1619 Ferdynand II Habsburg 1637 |
| Kapitanowie Regenci San Marino | - 1624 Lattanzio Valli Michel Angelo Busignani 1625 - 1625 Orazio Belluzzi Pier Leone Corbelli 1625 - 1625 Camillo Bonelli Giambattista Fabbri 1626 |
| Elektor Saksonii               | - 1611 Jan Jerzy I Wettyn 1656 |
| Król Szkocji                   | - 1567 Jakub VI 1625 |
| Król Szwecji                   | - 1611 Gustaw II Adolf 1632 |
| Król Tajlandii                 | - 1611 Songtham 1628 |
| Sułtan Turków                  | - 1623 Murad IV 1640 |
| Doża Wenecji                   | - 1624 Giovanni Cornaro 1630 |
| Król Węgier                    | - 1619 Ferdynand III 1637 |
| Książęta Wirtembergii          | - 1608 Jan Fryderyk 1628 |

Rok 1625 / MDCXXV
stulecia: XVI wiek ~
XVII wiek ~
XVIII wiek

lata: 1615 «
1620 «
1621 «
1622 «
1623 «
1624 «
1625
» 1626
» 1627
» 1628
» 1629
» 1630
» 1635

## Wydarzenia w Polsce
- 7 stycznia – w Warszawie rozpoczął obrady sejm zwyczajny[1].
- Styczeń – Kozacy zawarli przymierze z Szahin Girejem.
- 27 czerwca – w Inflantach wylądował Gustaw II Adolf z 20 tys. żołnierzy
- lato - zaraza dotarła do Warszawy
- 27 sierpnia – Szwedzi zdobyli Dorpat
- lato – Szwedzi zdobyli Kokenhausen i Mitawę
- 7 września – Szwedzi zdobyli zamek w Birżach
- 27 września – Szwedzi zdobyli Bowsk
- 24 lipca – mianowano pierwszego Naczelnego Pocztmistrza Wrocławia.
- 6 listopada – została podpisana ordynacja kurukowska, ugoda gwarantująca amnestię powstańcom kozackim i redukująca do 6000 liczbę Kozaków rejestrowych.

## Wydarzenia na świecie
- 27 marca – po śmierci ojca Karol I Stuart został królem Anglii, Szkocji i Irlandii.
- 5 czerwca – wojna osiemdziesięcioletnia: wojska hiszpańskie zdobyły Bredę.
- 13 czerwca – król Anglii Karol I Stuart poślubił Henriettę Marię Burbon.
- 20 grudnia – założono miasto Hoogeveen w Holandii.
- Holender Hugo Grotius opublikował podstawy późniejszego prawa międzynarodowego – dzieło De iure belli ac pacis (O prawie wojny i pokoju).
- Holenderscy osadnicy zakładają miasto Nowy Amsterdam (dzisiejszy Nowy Jork) na wyspie Manhattan w Ameryce Północnej.

## Urodzili się
- 8 czerwca – Giovanni Cassini, włoski astronom. (zm. 1712)
- 13 sierpnia – Rasmus Bartholin, duński naukowiec. (zm. 1698).
- 16 września – Grzegorz Barbarigo, włoski biskup katolicki, kardynał, święty (zm. 1697)
- 1 listopada – Oliver Plunkett, prymas Irlandii, męczennik, święty katolicki (zm. 1681)

## Zmarli
- 13 stycznia – Jan Brueghel, malarz flamandzki (ur. 1568)
- 13 lutego – Bartłomiej Nowodworski, najbardziej znany z polskich kawalerów maltańskich (ur. ok. 1552)
- 7 marca – Johann Bayer, niemiecki astronom (ur. 1572)
- 25 marca – Giambattista Marino, włoski poeta, główny przedstawiciel literatury włoskiego baroku (ur. 1569)
- 27 marca – Jakub VI / I Stuart, król Szkocji i Anglii (ur. 1566)
- 10 kwietnia – Michał de Sanctis, hiszpański zakonnik, święty katolicki (ur. 1591)
- 30 kwietnia – Benedykt z Urbino, włoski kapucyn, błogosławiony katolicki (ur. 1560)
- 15 lipca – Samuel Dambrowski, polski duchowny luterański, pisarz religijny (ur. 1577)
- 19 sierpnia – Fryderyk Wilhelm cieszyński, książę cieszyński, ostatni legalny potomek Piastów górnośląskich (ur. 1601)
- 16 listopada – Sofonisba Anguissola, włoska malarka-portrecistka epoki Renesansu (ur. 1532)

## Święta ruchome
- Tłusty czwartek: 6 lutego
- Ostatki: 11 lutego
- Popielec: 12 lutego
- Niedziela Palmowa: 23 marca
- Wielki Czwartek: 27 marca
- Wielki Piątek: 28 marca
- Wielka Sobota: 29 marca
- Wielkanoc: 30 marca
- Poniedziałek Wielkanocny: 31 marca
- Wniebowstąpienie Pańskie: 8 maja
- Zesłanie Ducha Świętego: 18 maja
- Boże Ciało: 29 maja